# Амміт
Аммі́т або Амму́т — у єгипетській міфології чудовисько, що пожирало грішників, негідних увійти до потойбічного світу; уособлення божественної відплати.

## Ім'я та епітети
Амміт згадується з такими епітетами, як пожирач душ, пожирач кісток, проковтувач мертвих, пожирач мільйонів, поїдач сердець, велич смерті.

## Образ і функції
Чудовисько Амміт поєднувало риси найнебезпечніших тварин, відомих єгиптянам: крокодила, гіпопотама та лева (чи леопарда). Найчастіше мало задню частину тіла від гіпопотама, передню від лева, а морду — від крокодила.
Амміт мешкало в Залі Маат, біля терезів, на яких зважувалися душі померлих. Благочесні люди вирушали на Поля Іалу для вічного щастя, тоді як грішних зжерало Амміт.
Пов'язується з Сехмет і Тауерет, які зображалися в подібному образі.

## Культ Амміт
Амміт не вшановувалося як божество, проте слугувало символом відплати богів за зло. З цієї причини Амміт іноді описувалося як істота-захисник від злих сил.

## Галерея

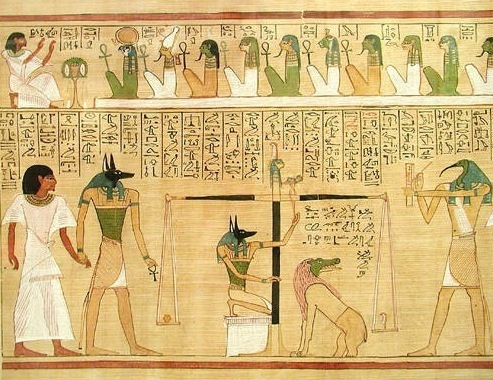
Амміт біля терезів на божественному суді. Папірус близько 1275 р. до н. е.
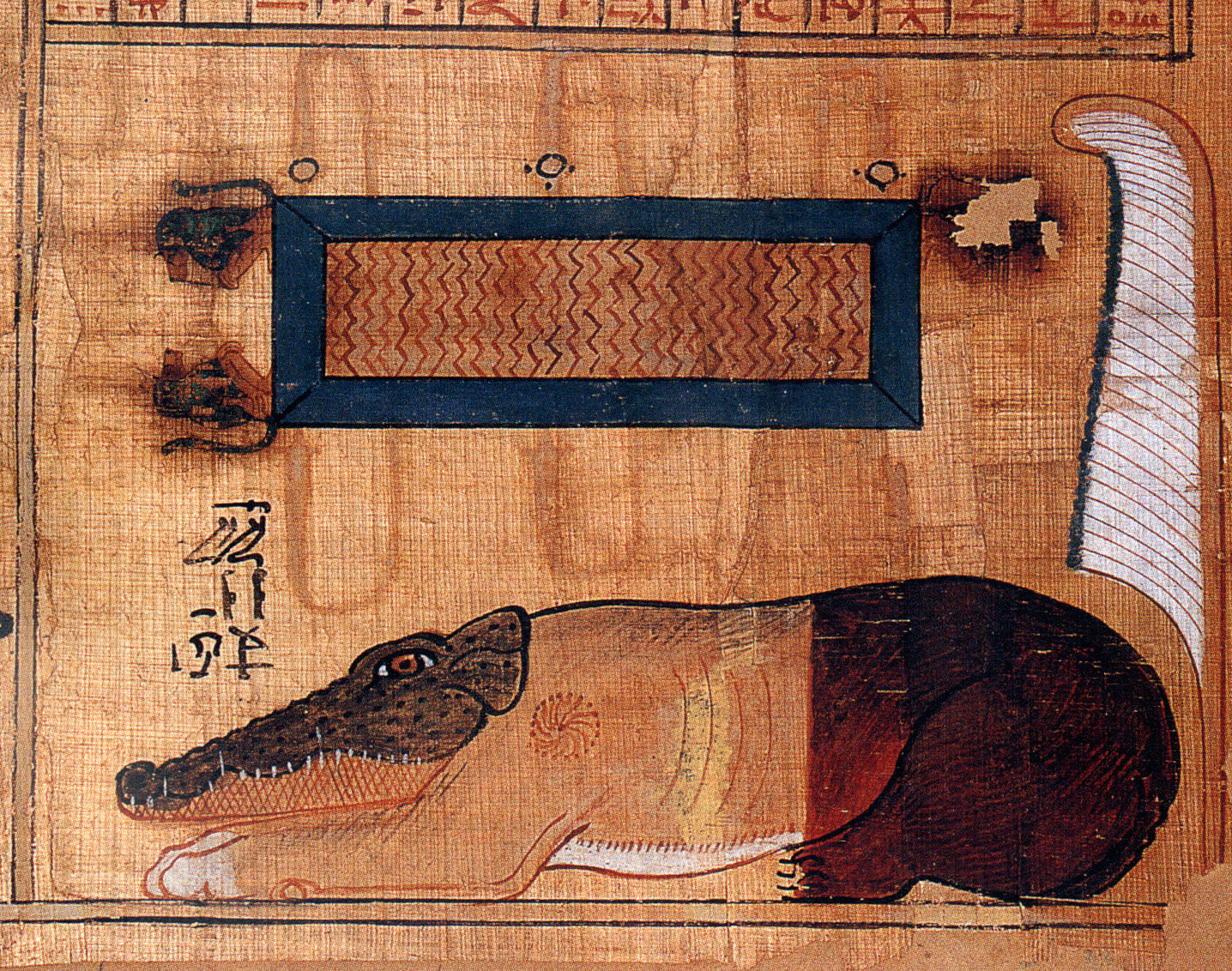
Амміт у «Книзі мертвих», близько 1391–1353 рр. до н.е.